# Mugham
A mugham az azerbajdzsáni népzene egyik fő műfaja, első megjelenési ideje az ókorba vezet vissza. Előadó művészete a Korán-szavalás hagyományain vagy még korábban, az Aveszta-himnuszokon nyugszik. Az azerbajdzsáni mugham egy rendkívül összetett művészeti forma, amely a klasszikus költészettel és a zenei improvizációval jár bizonyos helyi modellekben. A mughamelőadás három fő iskolája létezett a 19. század végétől és a 20. század elejétől Karabah Shirvan és Baku régióiban. A mughamművészet különösen Karabah Şuşa nevű városában volt elismert.
2003-ban az UNESCO az azerbajdzsáni mughamet „az emberiség szóbeli és immateriális öröksége remekművének” nevezte. 2008-ban az UNESCO immateriális kulturálisörökség-listájához csatolta.

## Története
Azerbajdzsán népei hosszú történetük során megőrizték ősi zenei hagyományaikat. Mugham a modális zene rendszeréhez tartozik, és valószínűleg a perzsa zenei hagyományból származik. A Xinjiangi (新疆) ujgurok ezt a zenei fejlődést muqamnak, az üzbégek és a tádzsikok maqomnak (vagy shasmaqomnak), az arabok pedig maqamnak, a perzsák dastgahnak hívják.

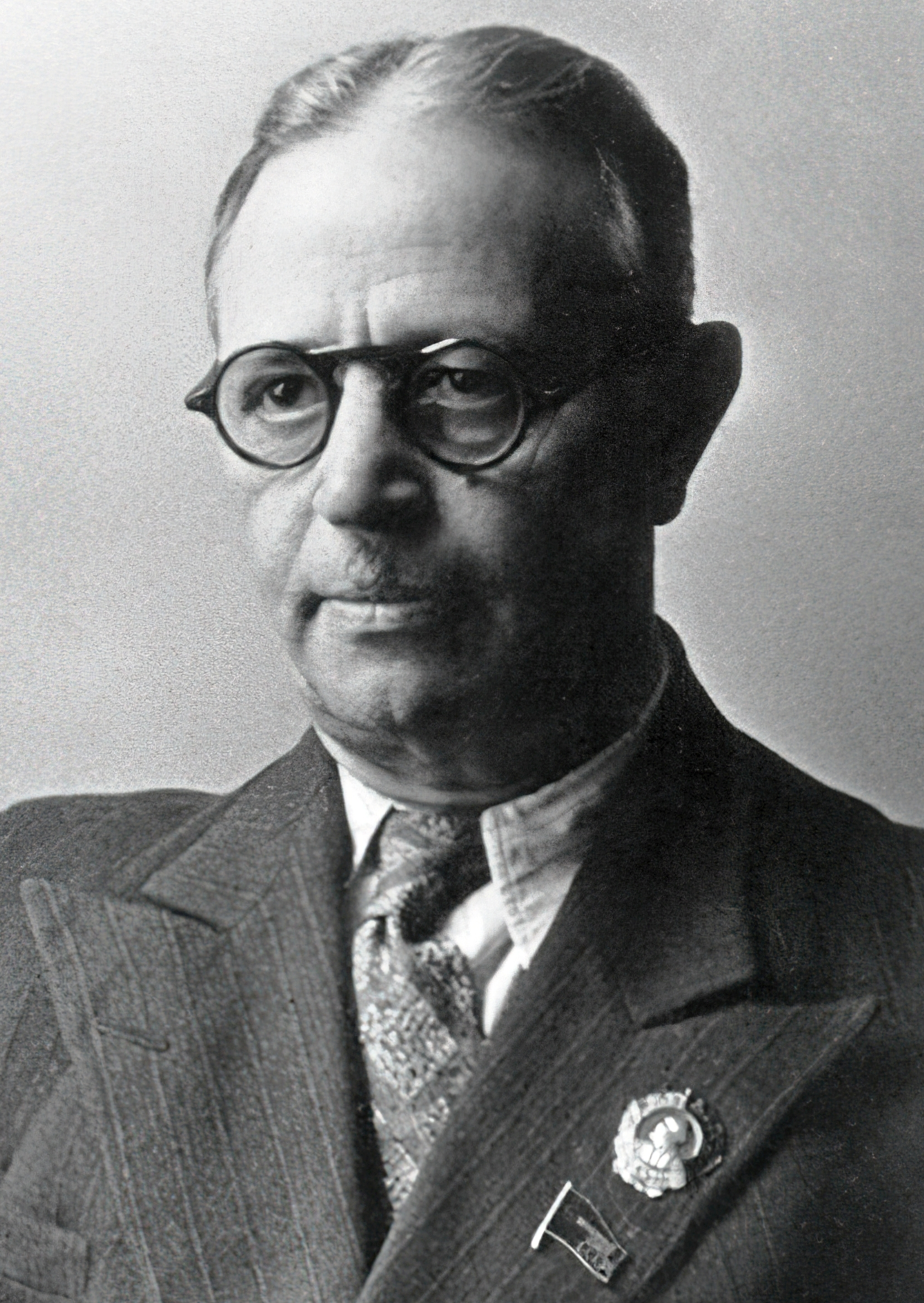
Üzeyir Hacıbəyov zeneszerző, aki a 20. század elején egyesítette a hagyományos azerbajdzsáni zenei stílusokat a nyugati stílussal

A 20. század elején Üzeyir Hacıbəyov egyesítette a hagyományos azerbajdzsáni zenei stílusokat a nyugati stílusokkal.
A mugham műfaj maga az imádságban és az altatódalban gyökerezik, és így az anyától csecsemőre száll tovább. Több száz változata van, például a háborús énekhez hasonló dalok.
A 16–17. században a mugham művészete a palota körülményeinek professzionális folklórzenéjeként volt ismert. Ebben az időszakban egy dastgah forma kezd kialakulni a mugham struktúrájában és formáiban. Azerbajdzsán mughammesterei Fuzuli, Habibi és Khatai aruz műfajban írt gazálokat énekeltek. A zenei rendezvényeket a mai Azerbajdzsán legtöbb régiójában a 19. században tartották. 
A 19. században élt francia, Alexandre Dumas, aki részt vett a shamakhy-i ünnepségen, utazásairól írt munkáiban leírta hogy milyen nagy hatással volt rá az ott hallott zene. 
Az Azerbajdzsánban megrendezett ilyen rendezvényeken Karabah, Baku és Tebriz kándesek vettek részt, amelyek viszont a különböző régiók ének hagyományait elegyítették.
A 20. század első évtizedeiben az őslakos intelligencia egyik tagja, Üzeyir Hacıbəyov, az első nemzeti opera, a Leyli és Majnun szerzője szintén megfogalmazta az azerbajdzsáni mugham elméleti alapját az Azerbajdzsán népzene alapelvei című munkájában. A híres azerbajdzsáni zeneszerző, Gara Garajev és Fikrat Amirov szintén nagyban hozzájárultak a mugham művészetének fejlődéséhez, a mughamszimfónia létrehozásával. 
Hajibaba Huseynov kulcsszerepet kapott a mugham népszerűsítésében és olyan tehetséges mughamkhanandák fejlesztésében, mint Alim Qasimov, Aghakhan Abdullayev és Gadir Rustamov. 1985-től Azerbajdzsánban Agdam Mugham Iskola működik, amely létrehozta a "Karabakh Nightingales" nevű mughamegyüttest. 
Azerbajdzsánnak nagy hagyománya van a klasszikus nyugati zeneszerzőknek és zenészeknek is. Üzeyir Hacıbəyov a Leyli és Majnunnal alapította meg a mughamopera műfaját. Fikret Amirov (1922–1984) a szimfonikus mughamok első zeneszerzője volt. Az azerbajdzsáni zeneszerzők rengeteg kompozíciót készítettek, amelyek ötvözték a mughamot és a hagyományos európai műfajokat. Ezek között például Vasif Adigozal mughamoratóriuma, a Karabakh Shikastasi. Az ilyen művek nyilvánvalóan nagyon különböznek a hagyományos mughamképződményektől, de valójában sok mughamkifejezést tartalmaznak. A zenészek szintjén az oktatás szempontjából szigorú különbség van a klasszikus és a "hagyományos" zene között. 
2005-ben Ilham Alijev azerbajdzsáni elnök rendelete alapján létrehozták a Mugham Nemzetközi Központját.

## Kulturális jelentősége
2003-ban az UNESCO elismerte a mugham eredetiségét, gazdagságát és kulturális jelentőségét a nemzeti és a globális kultúra szempontjából egyaránt, és 2003-ban bejelentette, hogy a mugham „az emberiség szóbeli és immateriális kulturális örökségének remekműve”. 
Azerbajdzsán klasszikus zenéjét tekintve a mugham egy olyan tradicionális zenei forma, amelyet nagyfokú improvizáció jellemez, és népszerű történetekre és helyi dallamokra támaszkodik. A kulturális ipar közelmúltbeli fejlődése fenyegette e művészeti forma improvizációs jellegét és fülről fülre történő átadását. Az UNESCO főigazgatója 2005 augusztusában, hivatalos látogatása során, Ilham Alijev elnök és több jóakaratú nagykövet társaságában részt vett a Mugham Központ alapkőletételének ünnepségén. 2004-ben Mehriban Aliyevát,  Azerbajdzsán első hölgyét az UNESCO jóakaratú nagykövetének nevezték ki a szóbeli és a zenei hagyományokért. 
2009 óta híres, a világ minden tájáról való művészek részvételével rendezik meg évente a Mugham Nemzetközi Világfesztivált.